# Erhard Lahni
Erhard Lahni (* 1965 in Hermannstadt, Rumänien) ist ein deutscher Politiker. Zwischen dem 14. November 2010 und dem 13. Mai 2013 war er Bundesvorsitzender der Familien-Partei Deutschlands; er übernahm das Amt von Arne Gericke, der nicht mehr antrat. 2012 wurde er bestätigt. Daneben ist er Schriftführer des Landesverbandes Bayern und stellvertretender Vorsitzender im Bezirksverband Oberbayern.
Lahni lebt in München, ist ledig und Vater von zwei Kindern. Neben seinem ehrenamtlichen Engagement bei der Familien-Partei widmet er sich der Philosophie, der Umwelttechnik und der Musik. Erhard Lahni ist beruflich als diplomierter Ingenieur und Wirtschaftsingenieur tätig.